# Министерство культуры Азербайджана
Министерство культуры Азербайджанской Республики — орган исполнительной власти Азербайджана, обеспечивающий осуществление государственной политики в области культуры, искусства, истории и сохранения памятников культуры, печати и кинематографии.

## История

### Период Азербайджанской ССР
На декабрь 1941 года при Совете народных комиссаров действовало Управление по делам искусств.
С началом Великой отечественной войны при Управлении была создана организационная комиссия по культобслуживанию. Комиссией организовывались гастроли театров в частях РККА и ВМФ, госпиталях, призывных и агитационных пунктах. Действовали агитхудожественные бригады.
При Управлении действовал Дом народного творчества.
До 1953 года действовало Министерство кинематографии Азербайджанской ССР. 18 апреля 1953 года Министерство кинематографии, комитет по делам культурно-просветительских учреждений, Комитет радиоинформации, Управление по делам искусств, Управление по делам полиграфической промышленности, издательств и книжной торговли, Управление трудовых резервов были объединены в Министерство культуры Азербайджанской ССР.
Первым министром культуры был назначен Мамед Алекперов.
С 1923 года действовал Азербайджанский археологический комитет, который занимался охраной объектов и памятников архитектуры.

### Современный период
30 января 2006 года на базе упраздненных министерства культуры и министерства молодежи, спорта и туризма было создано Министерство культуры и туризма. Деятельность министерства регламентировалась указом Президента Азербайджанской Республики № 393 от 18 апреля 2006 года.
20 апреля 2018 года в соответствии с указом Президента Азербайджана о некоторых мерах по совершенствованию государственного управления в области культуры и туризма Министерство культуры и туризма Азербайджана было упразднено и на его основе были созданы Министерство культуры Азербайджана и Государственное агентство по туризму Азербайджана.

## Руководство
Министр — Адиль Керимли
- Эльнур Алиев — первый заместитель министра[8]
- Севда Юсиф-кызы Мамедалиева — заместитель министра
- Адалят Мегсед-оглы Велиев — заместитель министра
- Назим Самедов — заместитель министра[9]

## Структура
В структуру министерства входят:
- Отдел искусств и нематериального культурного наследия
- Отдел музеев, галерей и выставок
- Отдел аудиовизуального и интерактивного медиа
- Отдел книжной индустрии
- Отдел стратегического развития и управления проектами
- Отдел международного сотрудничества
- Отдел управления человеческим капиталом
- Отдел креативных индустрий и цифрового развития
- Отдел по работе с документацией и гражданами
- Отдел медиа и коммуникации
- Сектор науки, образования и по делам молодёжи

Организации, подчинённые Министерству:
- Государственная служба по охране, развитию и реставрации культурного наследия

Структура отделов:
- Аппарат министерства
  - сектор по работе с регионами
- Отдел искусства и нематериального наследия
  - сектор театрального искусства
  - сектор музыкального искусства
  - сектор изобразительного и декоративного искусства
  - сектор проведения мероприятий государственной важности и по работе с творческими юношами
- Отдел культурной политики
  - сектор музейной работе
  - сектор библиотек
  - сектор по работе с клубами и парками, пропаганды народного творчества и национальной кулинарии
- Отдел кинематографии
  - сектор производства национальных фильмов
  - сектор эксплуатации и пропаганды национальных фильмов
  - сектор государственного реестра фильмов
- Отдел культурного наследия
  - сектор охраны памятников
  - сектор реставрации-проектирования и экспертизы
  - сектор культурных ценностей (заповедники)
- Отдел науки и образования
  - сектор образования
- Отдел международных связей и культурных программ
  - сектор международных связей и протокола
  - сектор сотрудничества с международными организациями
- Отдел инвестиций и технических программ
  - сектор управления ремонтно-строительных и реставрационных проектов
  - сектор прогнозирования инвестиций и развития инфраструктуры культуры и туризма
  - сектор технического контроля

В июле 2022 году указом президента Азербайджана дан старт реформам в области науки и образования, в результате которых Национальный музей истории Азербайджана НАНА, Национальный музей азербайджанской литературы имени Низами Гянджеви и Дом-музей Гусейна Джавида переданы в подчинение министерства культуры.

## Обязанности министерства
- в соответствии с компетенцией министерства в соответствующей области осуществлять нормативное регулирование
- обеспечивать реализацию государственных программ и концепций развития в пределах компетенции
- участвовать в разработке проектов государственных программ в соответствующей области
- координировать деятельности других органов исполнительной власти в соответствующей области, а также деятельность соответствующих органов и ассоциаций
- обеспечивать выполнение международных соглашений, стороной которых является Азербайджанская Республика
- предоставлять специальное разрешение (лицензию), также предоставлять юридические документы в порядке установленном законом в области культуры, истории, кинематографии и туризма
- обеспечивать осуществление прав и свобод человека и гражданина в порядке, установленном законом и предотвращать их нарушение
- осуществлять анализ и исследование достижений в соответствующей области, применять на практике положительные результаты
- принимать соответствующие меры для строительства, восстановления, реконструкции объектов культуры, обновления технического оборудования, проектирования текущих и капитальных ремонтных работ
- обеспечивать защиту памятников истории и культуры, вносить предложения по распространению на вновь открытые памятники государственной защиты
- осуществлять контроль, утверждать учебные планы и программы, предпринимать меры по укреплению сети учебных заведений и укреплению их материально-технической базы[12][13]

## Права министерства
- подготавливать проекты законов, относящихся к соответствующей области
- выступать с инициативой поддержки Азербайджанской Республики в соответствующих международных соглашениях
- запрашивать у государственных и местных органов самоуправления, юридических лиц информацию (документы) в соответствующей области и получать от них такую информацию
- для изучения соответствующего опыта иностранных государств сотрудничать с соответствующими международными организациями, государственными органами (ведомствами) иностранных государств
- давать отзывы в соответствии с направлением деятельности, составлять анализы и резюме, готовить аналитические материалы, исследования в соответствующей области, делать предложения;
- принимать меры по подготовке специалистов и повышению их квалификации в соответствующей области;
- привлекать юридических и физических лиц к ответственности за нарушение правил охраны памятников истории и культуры
- осуществлять мониторинг в соответствующей области
- проводить комплексный анализ и прогнозирование основных областей деятельности в соответствующей сфере, готовить предложения об инвестициях в эту область вместе с соответствующими органами исполнительной власти[13][14].

## Министры
- Абульфас Гараев (30 января 2006 — 21 мая 2020)
- Анар Керимов (5 января 2021 — 22 декабря 2022)[15]
- Адиль Керимли (и.о.) (22 декабря 2022 — 14 апреля 2023)[16]
- Адиль Керимли (с 14 апреля 2023)

## Деятельность
С 2014 года Министерством организуется и проводится Шекинский театральный фестиваль.
С августа 2021 Министерством в Шуше организуется и проводится возобновлённый фестиваль «Дни поэзии Вагифа»
С 28 по 30 ноября 2023 года министерством организован форум культуры и творческих индустрий. На форуме представлены руководителей профильных государственных учреждений Азербайджана, а также представители креативного сектора. В рамках форума также организована выставка культуры и творческих индустрий (MY EXPO 2023).
Министерством совместно с Фондом Гейдара Алиева с мая 2021 года проводится возобновлённый фестиваль «Хары-бюльбюль».

### 2024
С 12 по 14 марта 2024 года Министерством организован стенд Азербайджана на Лондонской международной книжной ярмарке. На выставке представлены книги об истории, культуре, литературе Азербайджана. На стенде представлено 129 экспонатов, а также 300 книг.
В сентябре 2024 года Адиль Керимли принял участие в Санкт-Петербургском международном форуме объединенных культур.
С 23 по 25 октября 2024 года представители Министерства и Агентства кино приняли участие на XI Индийском международном конгрессе кинотуризма в Мумбаи. Азербайджан был также представлен компаниями Filmlab.az, Filmbridge Azerbaijan, CNF и Ultra Production. Обсуждалось совместное кинопроизводство и привлечение зарубежных кинопроизводителей к съёмкам в Азербайджане.

### В области кино
20 апреля 2022 года при министерстве учреждено Агентство кино. Агентство управляет кинематографическими предприятиями при министерстве.
4 апреля 2024 года учреждена Академия альтернативного кино для поддержки молодых кинематографистов.
В апреле 2024 года Агентство кино начало осуществление совместных проектов с Турцией и Узбекистаном. Совместно с Узбекистаном начаты съёмки художественного фильма о Максуде Шейхзаде. Совместно с Турцией планируется съёмка фильмов «Золотой поезд» («Altın tren») об отношениях Турции и Азербайджана в начале XX века, и «Сона с острова Наргин» о жизни турецких военнопленных, содержавшихся на острове Наргин в период Первой мировой войны.
Министерством осуществляется подготовка законопроекта нового закона о кинематографии, который должен заменить закон, принятый в 1998 году.

#### Конкурс кинопроектов
Ежегодно Министерство объявляет конкурс кинопроектов. Победившие проекты осуществляются при поддержке государства.
18 июля 2023 года Агентство кино объявило конкурс кинопроектов. В конкурсе участвуют проекты по четырём направлениям: фильмы, производимые по государственному заказу; коммерческие фильмы; авторские фильмы; дебютные и студенческие фильмы. Конкурс проведён по октябрь 2023 года.
С 15 апреля 2025 года будет начат приём заявок на конкурс кинопроектов 2025 года. Конкурс объявлен на художественные фильмы, художественно-документальные, документальные, анимационные, детские и студенческие фильмы. Фильмы должны быть сняты на азербайджанском языке.

## Международное сотрудничество

### ИСЕСКО
15-16 декабря 2004 года на IV Конференции исламских министров культуры, состоявшейся в столице Алжира на тему «Культурная стратегия исламского мира в 2005—2008 годах», Азербайджан стал членом консультативного совета ИСЕСКО.
22-24 ноября 2005 года в столице Марокко Рабате на пятом заседании консультативного совета докладчик по стратегии Министерства культуры и туризма представил обширный доклад по соответствующим вопросам.
В соответствии с указом президента № 1337 от 25 июля 2015 года 36-е заседание исполнительного совета организации исламского образования науки и культуры ИСЕСКО и XII Генеральная конференция состоялись 23 ноября 2015 года в Баку.

### ТЮРКСОЙ
В 1992 году в Баку и Стамбуле, на встречах министров культуры Азербайджана, Казахстана, Кыргызстана, Узбекистана, Турции и Туркменистана было подписано соглашение о создании Организации по совместному развитию тюркской культуры и искусства. Организация начала деятельность 12 июля 1993 года.
В 1996 году было начато сотрудничество ТЮРКСОЙ и ЮНЕСКО.
Между Азербайджаном и ТЮРКСОЙ в области культуры существуют крепкие отношения. Основой этих отношений является культурное наследие тюркского народа.
2 марта 2017 года ТЮРКСОЙ организовала мероприятия, посвящённые 300-летию азербайджанского поэта 18 века Моллы Панах Вагифа. 3 марта 207 года в Сакарье было проведено второе заседание в рамках года Моллы Панаха Вагифа.
21 марта 2017 года в Туркестане проведены праздничные торжества Новруз и «Культурная столица Туркестана тюркского мира — 2017». В мероприятии приняли участие более 300 представителей искусства из более чем 22 тюркоязычных стран.

## Печатные органы
- Газета «Туристические новости Азербайджана»
- Газета «Mədəniyyət» («Культура»)
- Газета «Панорама Азербайджана»
- Журнал «Mədəni maarif» («Культурное просвещение»)
- Журнал «Pəncərə» («Окошко»)